# Epelis fasciaria
Epelis fasciaria är en fjärilsart som beskrevs av Karl Burmann 1950. Epelis fasciaria ingår i släktet Epelis och familjen mätare. Inga underarter finns listade i Catalogue of Life.